# Заповедное (озеро)
Заповедное — озеро на острове Врангеля. Административно расположено на территории Чукотского автономного округа. Входит в состав заповедника Остров Врангеля.
Находится озеро на северном берегу острова, в Тундре Академии. Рядом расположена бухта Песцовая. Западнее протекает крупная река — Неизвестная. В озеро не впадают реки и также не вытекают. С юга и востока озеро окружают болота с мелкими озёрами.